# Wybory regionalne w Kraju Basków w 2009 roku

Flaga Kraju Basków

Wybory regionalne w Kraju Basków w 2009 roku - wybory do regionalnego parlamentu autonomicznej wspólnoty Kraju Basków, które odbyły się 1 marca 2009 roku.

## Wyniki
|  | Partia                                                            | Liczba głosów | Procent | Mandaty |
|  | ----------------------------------------------------------------- | ------------- | ------- | ------- |
|  | Nacjonalistyczna Partia Basków (Partido Nacionalista Vasco)       | 396 557       | 38,56%  | 30      |
|  | Socjalistyczna Partia Kraju Basków (Euskadiko Alderdi Sozialista) | 315 893       | 30,71%  | 25      |
|  | Partia Ludowa (Partido Popular)                                   | 144 944       | 14,09%  | 13      |
|  | Aralar (Aralar)                                                   | 62 214        | 6,05%   | 4       |
|  | Solidarność Basków (Eusko Alkartasuna)                            | 37 820        | 3,68%   | 1       |
|  | Zjednoczona Lewica (Izquierda Unida)                              | 36 134        | 3,51%   | 1       |
|  | Unia Postępu i Demokracji (Unión Progreso y Democracia)           | 22 002        | 2,14%   | 1       |
|  | Razem                                                             |               | 100%    | 75      |

## Konsekwencje
Zwycięstwo w wyborach odniosła rządząca od 29 lat Nacjonalistyczna Partia Basków (PNV), jednak silną pozycję zajęła też Socjalistyczna Partia Kraju Basków (PSE-EE, baskijskie ramię PSOE) oraz Partia Ludowa (PP). Ostatecznie doszło do porozumienia między tymi dwiema partiami - mniejszościowy rząd utworzyli socjaliści, nowym lehendakari został Patxi López z PSE-EE, zaś kierownictwo nowego parlamentu zostało zdominowane przez polityków PP. Tym samym na czele baskijskiego rządu po raz pierwszy od niemal 30 lat stanął polityk niezwiązany z PNV.